# Horace Barker
Horace Albert "Nook" Barker (Oakland (Califórnia), 29 de novembro de 1907 — Berkeley, 24 de dezembro de 2000) foi um bioquímico e microbiologista que estudou a operação de processos biológicos e químicos em plantas, humanos e outros animais, inclusive usando traçadores raduiactivos para determinar o papel que as enzimas desempenham na síntese da sacarose. Foi distinguido com a National Medal of Science pelo seu papel na identificação de uma forma ativa de Vitamina B12.